# 炭谷信介
炭谷 信介（すみたに しんすけ、1977年4月14日 - ）は、日本のプロレスラー。

## 経歴
九州産業大学卒業後にプロレスリングZERO-ONEに入門して生え抜き第1号として2002年5月21日に福島市体育館で行われた対高岩竜一戦で本名でデビュー。「巨人の星」のテーマ曲にあわせうさぎ飛びで入場、熱いファイトをくりひろげていた。福岡での初の凱旋試合にて「山笠Zﾞ信介（やまがさジェットしんすけ）」に改名。これは試合当日に橋本に強引に決められ、間のジェットに関してはタイガー”ジェット”シンから引用された。「ジェット」に関してはリングインしコールされた時が本人も初めてきかされた。以降、橋本からジェットと呼ばれるようになったので（それまではハゲ）良かったなと思っている。しかし、負傷により長期欠場を余儀なくされ、その間ZERO-ONEも崩壊した。
ZERO-ONEを引き継ぐ新団体ZERO1-MAXのプレ旗揚げ戦にて大学の先輩でもある富豪富豪夢路とシングル。2005年1月の旗揚げ戦から間もなく、2月に古傷であった右膝前十字靭帯の再建手術を行うため欠場。リハビリとトレーニングに復帰まで1年４ヶ月かかった。
2006年3月28日、後楽園ホール興行での対坂田亘戦で再デビュー、3ヵ月のアメリカ武者修行を経て6月24日ディファ有明大会に凱旋出場するも怪我と精彩の無い試合によりさらに3ヵ月の国内武者修行に出される。9月下旬の後楽園大会で解雇をかけた最終試験が予定されていたが、現在の自分と理想のレスラー像が大きくかけ離れてしまったため一旦引退を発表した。
その後、坂田亘がオーナーを務める代官山の和食店「わたる」の正社員となり、様々な形でプロレスイベントハッスルに関わる（最終的な肩書は「広報」）。
2009年8月9日生まれ故郷である福岡市福浜団地「福浜まつり」のイベントにて、地元球団の福岡ソフトバンクホークスをもじったコスチュームを着て「若鷹Z"信介」として登場。第64代横綱・曙太郎と対戦し現役復帰。2010年7月には坂田がハッスルの後継団体としてハッスルMAN'Sワールドを旗揚げしたのに伴い同団体に参加した。
2012年にハッスルMAN'S活動停止に伴い、エクスカリバーを設立。
同年にはヒマラヤン・タイガーの招待を受けThe Bodyguardと共にネパールへ遠征。
現在は地元の九州を拠点としてご当地インディーやKAIENTAI DOJO福岡大会を転戦、稀にZERO1にも参戦する。
2013年6月15日、東京都品川区に九州郷土料理の居酒屋「うまかもん若鷹」をオープンした。料理長をはじめ、店員は全員九州産業大学プロレス研究部の先輩後輩である。2020年現在は「天ぷら若鷹」として、「博多式」天ぷらを売りとした業態になっている。

## 得意技
- ダイビングボディプレス
- スモールパッケージホールド

## 入場テーマ曲
- 「Hearts On Fire」（ジョン・キャファティー）現在使用曲
- 「ゆけゆけ飛雄馬」（アンサンブル・ボッカ）ZERO-ONE在籍時

## 出演

### テレビ
- 日本テレビ「リアル×ワールド」～東京夕食 そこから人生が見えてくる～（2011年1月29日放送）

### 舞台
- 2.5次元プロレス『夢幻大戦』（2017年11月27日、新宿FACE） - アオオニ・マイク 役